# Piney (Aube)
Pour les articles homonymes, voir Piney.
 (juillet 2024).
Si vous disposez d'ouvrages ou d'articles de référence ou si vous connaissez des sites web de qualité traitant du thème abordé ici, merci de compléter l'article en donnant les références utiles à sa vérifiabilité et en les liant à la section « Notes et références ».
 (juillet 2024).
La mise en forme du texte ne suit pas les recommandations de Wikipédia : il faut le « wikifier ».
Les points d'amélioration suivants sont les cas les plus fréquents. Le détail des points à revoir est peut-être précisé sur la page de discussion.
- Les titres sont pré-formatés par le logiciel. Ils ne sont ni en capitales, ni en gras.
- Le texte ne doit pas être écrit en capitales (les noms de famille non plus), ni en gras, ni en italique, ni en « petit »…
- Le gras n'est utilisé que pour surligner le titre de l'article dans l'introduction, une seule fois.
- L'italique est rarement utilisé : mots en langue étrangère, titres d'œuvres, noms de bateaux, etc.
- Les citations ne sont pas en italique mais en corps de texte normal. Elles sont entourées par des guillemets français : « et ».
- Les listes à puces sont à éviter, des paragraphes rédigés étant largement préférés. Les tableaux sont à réserver à la présentation de données structurées (résultats, etc.).
- Les appels de note de bas de page (petits chiffres en exposant, introduits par l'outil «  Source ») sont à placer entre la fin de phrase et le point final[comme ça].
- Les liens internes (vers d'autres articles de Wikipédia) sont à choisir avec parcimonie. Créez des liens vers des articles approfondissant le sujet. Les termes génériques sans rapport avec le sujet sont à éviter, ainsi que les répétitions de liens vers un même terme.
- Les liens externes sont à placer uniquement dans une section « Liens externes », à la fin de l'article. Ces liens sont à choisir avec parcimonie suivant les règles définies. Si un lien sert de source à l'article, son insertion dans le texte est à faire par les notes de bas de page.
- La présentation des références doit suivre les conventions bibliographiques. Il est recommandé d'utiliser les modèles {{Ouvrage}}, {{Chapitre}}, {{Article}}, {{Lien web}} et/ou {{Bibliographie}}. Le mode d'édition visuel peut mettre en forme automatiquement les références.
- Insérer une infobox (cadre d'informations à droite) n'est pas obligatoire pour parachever la mise en page.

Pour une aide détaillée, merci de consulter Aide:Wikification.
Si vous pensez que ces points ont été résolus, vous pouvez retirer ce bandeau et améliorer la mise en forme d'un autre article.
Piney est une commune française située dans le département de l'Aube, en région Grand Est.

## Géographie
La commune de Piney est située dans le département de l'Aube, à 21 kilomètres à l'est de Troyes sur la route de Saint-Dizier et Nancy. Elle est traversée sur sa partie est par l'Auzon.
Piney se situe sur le territoire du parc naturel régional de la Forêt d'Orient.
La superficie de Piney s'étend sur 7 098 hectares (soit 70,98 km2), ce qui en fait la plus grande commune du département de l'Aube, avec une altitude allant de 107 à 177 mètres.
| Onjon           | Val-d'Auzon |           |
| Bouy-Luxembourg | Piney       | Brévonnes |
| Rouilly-Sacey   | Géraudot    |           |

### Hydrographie
La commune est dans la région hydrographique « la Seine de sa source au confluent de l'Oise (exclu) » au sein du bassin Seine-Normandie. Elle est drainée par l'Auzon, le ruisseau du Temple, le Fossé 01 de la Loge Lionne, le Grand Ru, le ru aux Vanneaux, le Fossé 01 de la Loge Madame, le Fossé 01 de l'Étang de Maurepaire, le Fossé 01 de Villevoque, le Fossé 01 du Marais de Saussaie, le Fossé 01 du Molinet, le Fossé 01 du Pré Neuf, le Fossé 04 de la commune de Piney, le Fossé 09 de la commune de Piney, la Fosse 10 de la commune de Piney, la noue du Brai, le ru de Rachisy, le ruisseau Saussier et divers autres petits cours d'eau,.
L'Auzon, d'une longueur de 40 km, prend sa source dans la commune  et se jette  dans l'Aube à Morembert, après avoir traversé neuf communes.
Le ruisseau du Temple, d'une longueur de 18 km, prend sa source dans la commune de Vendeuvre-sur-Barse et se jette  dans l'Auzon à Brévonnes, après avoir traversé sept communes.

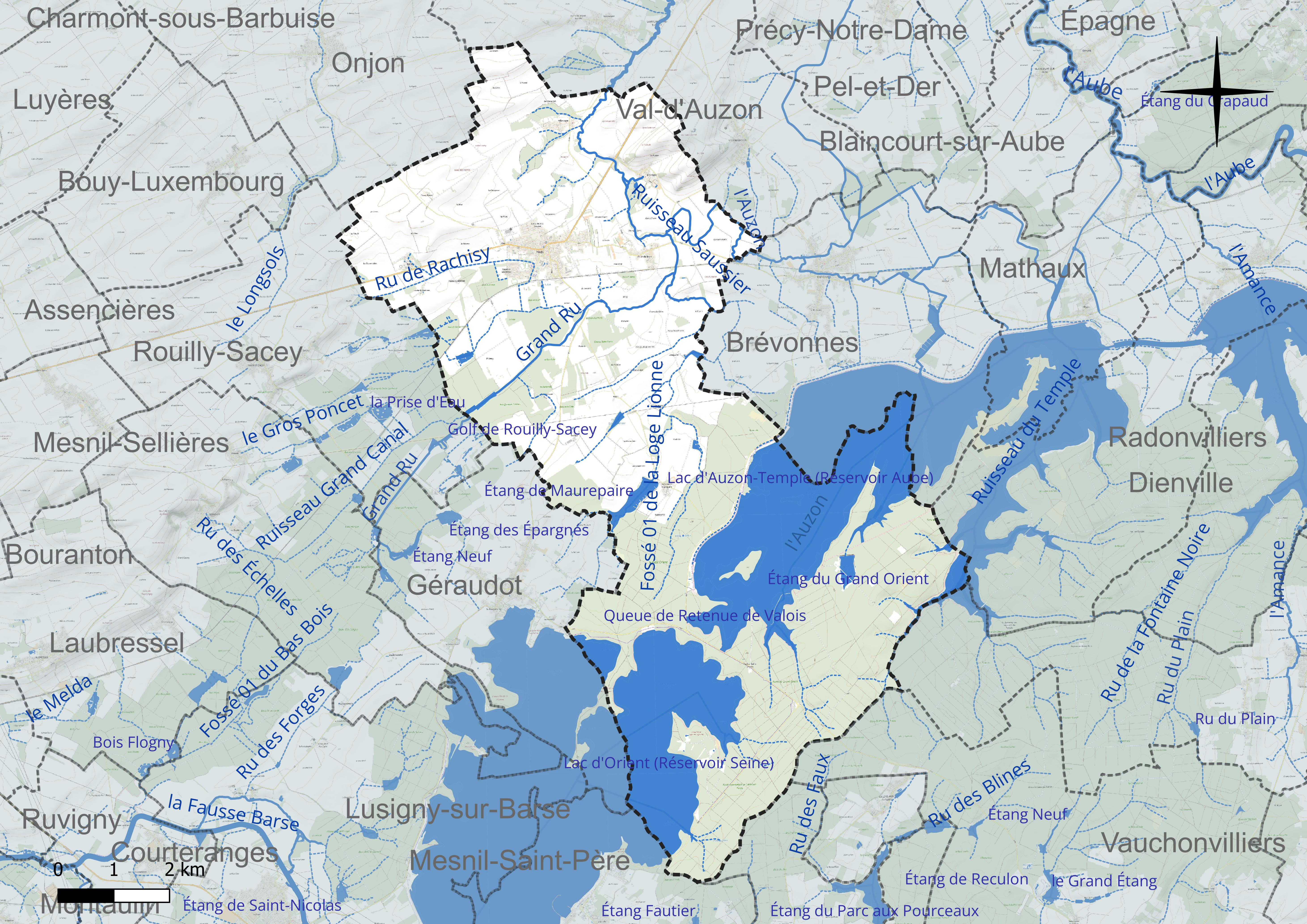
Réseau hydrographique de Piney.

Sept plans d'eau complètent le réseau hydrographique : le lac d'Auzon-Temple (le réservoir Aube), d'une superficie totale de 1 830,5 ha (754,5 ha sur la commune), le lac d'Orient (le réservoir Seine), d'une superficie totale de 2 271,3 ha (551,7 ha sur la commune), l'étang de Billon (0,1 ha), l'étang de Maurepaire (21,8 ha), l'étang des Quinze Deniers (2,9 ha), l'étang du Grand Orient (11,9 ha) et Queue de la retenue de Valois (20,1 ha),.

### Climat
Pour des articles plus généraux, voir Climat du Grand Est et Climat de l'Aube.
En 2010, le climat de la commune est de type climat océanique dégradé des plaines du Centre et du Nord, selon une étude du Centre national de la recherche scientifique s'appuyant sur une série de données couvrant la période 1971-2000. En 2020, Météo-France publie une typologie des climats de la France métropolitaine dans laquelle la commune est exposée à un climat océanique altéré et est dans la région climatique Lorraine, plateau de Langres, Morvan, caractérisée par un hiver rude (1,5 °C), des vents modérés et des brouillards fréquents en automne et hiver.
Pour la période 1971-2000, la température annuelle moyenne est de 10,6 °C, avec une amplitude thermique annuelle de 16 °C. Le cumul annuel moyen de précipitations est de 748 mm, avec 12 jours de précipitations en janvier et 8,3 jours en juillet. Pour la période 1991-2020, la température moyenne annuelle observée sur la station météorologique de Météo-France la plus proche, « Mathaux-Étape », sur la commune de Mathaux à 11 km à vol d'oiseau, est de 11,5 °C et le cumul annuel moyen de précipitations est de 733,9 mm. 
La température maximale relevée sur cette station est de 41,5 °C, atteinte le 25 juillet 2019 ; la température minimale est de −18 °C, atteinte le 2 janvier 1997,,.
Les paramètres climatiques de la commune ont été estimés pour le milieu du siècle (2041-2070) selon différents scénarios d'émission de gaz à effet de serre à partir des nouvelles projections climatiques de référence DRIAS-2020. Ils sont consultables sur un site dédié publié par Météo-France en novembre 2022.

## Urbanisme

### Typologie
Au 1er janvier 2024, Piney est catégorisée bourg rural, selon la nouvelle grille communale de densité à 7 niveaux définie par l'Insee en 2022.
Elle est située hors unité urbaine. Par ailleurs la commune fait partie de l'aire d'attraction de Troyes, dont elle est une commune de la couronne,. Cette aire, qui regroupe 209 communes, est catégorisée dans les aires de 200 000 à moins de 700 000 habitants,.
La commune, bordée par des plans d’eau intérieurs d’une superficie supérieure à 1 000 hectares, le lac d'Orient et le lac d'Auzon-Temple, est également une commune littorale au sens de la loi du 3 janvier 1986, dite loi littoral. Des dispositions spécifiques d’urbanisme s’y appliquent dès lors afin de préserver les espaces naturels, les sites, les paysages et l’équilibre écologique du littoral, tel le principe d'inconstructibilité, en dehors des espaces urbanisés, sur la bande littorale des 100 mètres, ou plus si le plan local d’urbanisme le prévoit.

### Occupation des sols
L'occupation des sols de la commune, telle qu'elle ressort de la base de données européenne d’occupation biophysique des sols Corine Land Cover (CLC), est marquée par l'importance des territoires agricoles (44 % en 2018), une proportion sensiblement équivalente à celle de 1990 (44,6 %). La répartition détaillée en 2018 est la suivante :
terres arables (38,9 %), forêts (36,4 %), eaux continentales (18,1 %), prairies (4 %), zones urbanisées (1,5 %), zones agricoles hétérogènes (1,1 %). L'évolution de l’occupation des sols de la commune et de ses infrastructures peut être observée sur les différentes représentations cartographiques du territoire : la carte de Cassini (XVIIIe siècle), la carte d'état-major (1820-1866) et les cartes ou photos aériennes de l'IGN pour la période actuelle (1950 à aujourd'hui).

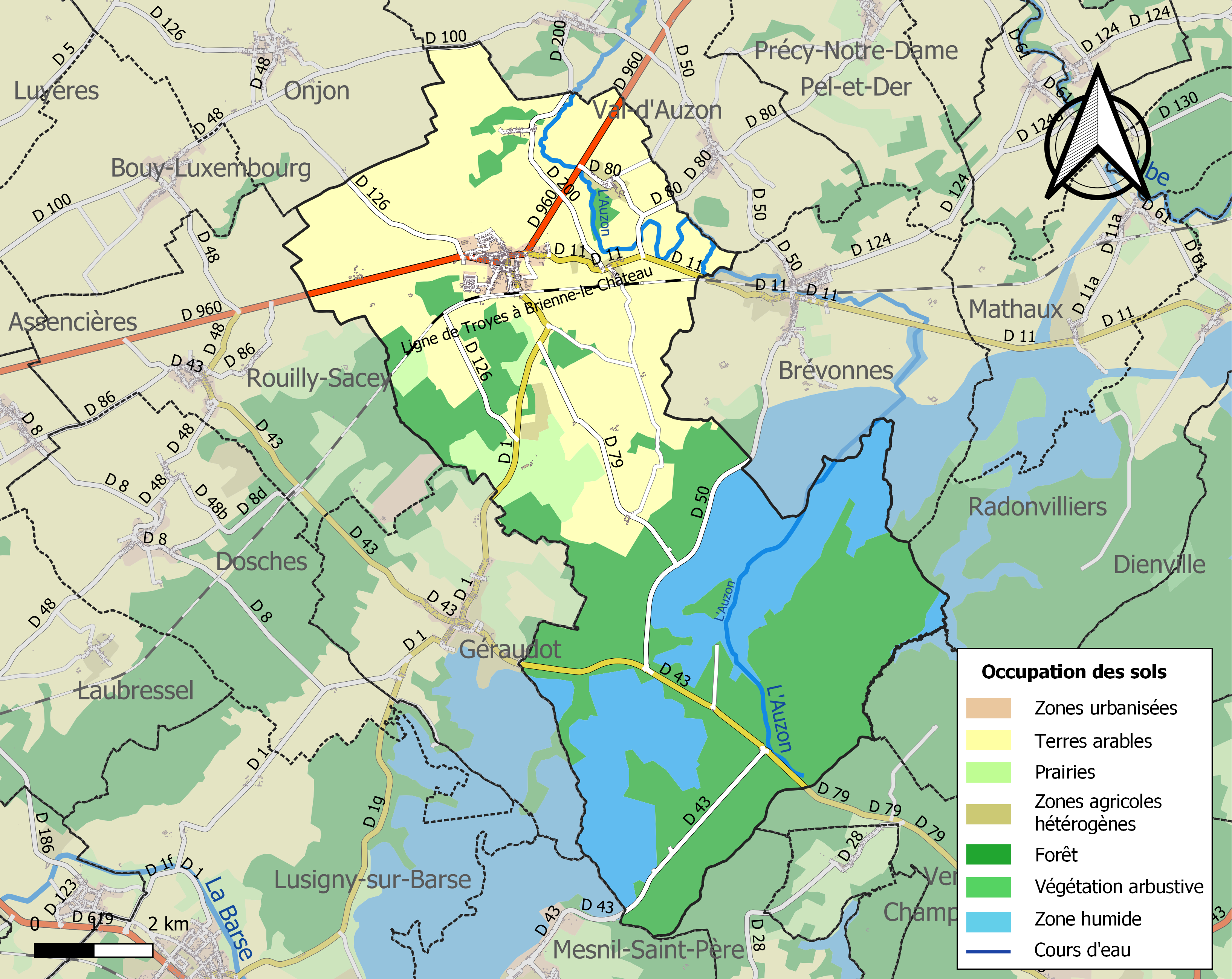
Carte des infrastructures et de l'occupation des sols de la commune en 2018 (CLC).

## Hameaux
Piney possède trois hameaux, d'anciennes communes rattachées au bourg au fil du temps.
- Brantigny Le 27 pluviôse an III (15 février 1795) la commune de Brantigny est rattachée à celle de Piney.
- Villevoque En 1795 la commune de Villevoque est rattachée à celle de Piney.
- Villiers-le-Brûlé En 1795 la commune de Villiers le Brûlé est rattachée à celle de Piney.

Outre ses hameaux, Piney possède également plusieurs écarts, qui sont les fermes de :
- Rachisy, ancienne commune (le 6 février 1793 la commune de Rachisy est rattachée à celle de Piney).
- Bonlieu.
- Bellevue.
- La Loge Madame.
- Maurepaire.
- Rozat.
- La Goguette.
- Le Buisson.
- Maison forestière.

À noter également, La Maison du Parc : élément principal de la gestion et de l’animation du parc naturel régional de la Forêt d’Orient. Elle est située dans un ancien hôtel bourgeois troyen du XVIe siècle, qui était situé au quartier du Point du Jour à Troyes. Le bâtiment a été réimplanté en 1973 (inauguration le 29 octobre) à son emplacement actuel. Une ancienne longère, initialement située à Lusigny-sur-Barse, a également été réimplantée derrière la Maison du Parc.

## Histoire
Piney était depuis le XIIe siècle une terre de Brienne et suivit donc le destin de cette famille. Après la première race, passage dans les mains des Enghien puis des Luxembourg.
Piney avait un château fort sur motte qui, en 1441 n'était déjà plus qu'un souvenir. Si la motte subsistait, les ducs de Piney-Luxembourg avaient une maison seigneuriale au milieu du bourg depuis 1607. Il était de pierre de bois avec huit chambres à feu, galeries, cabinets, cour, écuries, basse-cour, jardin et granges. Le duc François-Henri de Montmorency-Luxembourg y passait son année d'exil de 1681.

### Duché de Piney
La baronnie de Piney est tenue par la maison de Brienne depuis le Xe siècle. Elle passe dans la maison de Luxembourg en 1397, lorsque Pierre Ier de Luxembourg, déjà comte de Saint-Pol, hérite du comté de Brienne. En 1482, le comté de Brienne est dévolu à un cadet, Antoine de Luxembourg. Ce dernier transmet Piney en même temps que Brienne à sa descendance.
En 1576, le roi Henri III érige la baronnie de Piney en duché pour remercier François de Luxembourg de ses « bons et loyaux services ». Le duché comprend les terres d'Amance, Brévonnes, Champ-sur-Barse, Géraudot, Lesmont, Onjon, Pel-et-Der, Piney, Puits-et-Nuisement, Rouilly-Sacey, Val-d'Auzon, Vauchonvilliers, Vendeuvre. Même s'il est officiellement duc de Piney, François de Luxembourg se dit « duc de Luxembourg ».
Le titre passe successivement aux maisons d'Albert et de Clermont-Tonnerre avant de s'éteindre en 1878 dans la maison de Montmorency.
Napoléon est passé par Piney en 1814, au lendemain de la bataille de la Rothière. Il y a dormi une nuit, dans une maison qui fut celle de François de Luxembourg, premier duc de Piney par la grâce du roi Henri III. Qu'il ait fait ses études à Brienne-le-Château n'est que coïncidence.

### Les Templiers et les Hospitaliers
Les Templiers possédaient sur la commune :
- Commanderie de Bonlieu.
- La Loge Madame, maison secondaire des Templiers, qui dépendait de la commanderie de Bonlieu.
- Maurepaire, maison secondaire des Templiers, qui dépendait de la commanderie de Bonlieu.

Lors de la dévolution des biens de l'ordre du Temple la commanderie de Bonlieu avec ses membres sont revenues aux Hospitaliers de l'ordre de Saint-Jean de Jérusalem.

## Politique et administration
| Période                                  | Période  | Identité                                              | Étiquette | Qualité     |
| ---------------------------------------- | -------- | ----------------------------------------------------- | --------- | ----------- |
| 1983                                     | 2001     | Dominique Voix                                        |           |             |
| 2001                                     | 2008     | Hubert Finance                                        |           |             |
| 2008                                     | En cours | Christian Denormandie, Réélu pour le mandat 2020-2026 | DVD       | Agriculteur |
| Les données manquantes sont à compléter. |          |                                                       |           |             |

## Démographie
Les habitants de Piney sont les Pinois, Pinoises.

### Évolution démographique
L'évolution du nombre d'habitants est connue à travers les recensements de la population effectués dans la commune depuis 1793. Pour les communes de moins de 10 000 habitants, une enquête de recensement portant sur toute la population est réalisée tous les cinq ans, les populations de référence des années intermédiaires étant quant à elles estimées par interpolation ou extrapolation. Pour la commune, le premier recensement exhaustif entrant dans le cadre du nouveau dispositif a été réalisé en 2007.

En 2022, la commune comptait 1 417 habitants, en évolution de −6,35 % par rapport à 2016 (Aube : +0,7 %, France hors Mayotte : +2,11 %).
| 1793  | 1800  | 1806  | 1821  | 1831  | 1836  | 1841  | 1846  | 1851  |
| ----- | ----- | ----- | ----- | ----- | ----- | ----- | ----- | ----- |
| 1 213 | 1 458 | 1 072 | 1 428 | 1 564 | 1 553 | 1 506 | 1 564 | 1 541 |

| 1856  | 1861  | 1866  | 1872  | 1876  | 1881  | 1886  | 1891  | 1896  |
| ----- | ----- | ----- | ----- | ----- | ----- | ----- | ----- | ----- |
| 1 624 | 1 654 | 1 633 | 1 588 | 1 590 | 1 533 | 1 561 | 1 398 | 1 373 |

| 1901  | 1906  | 1911  | 1921  | 1926  | 1931  | 1936  | 1946  | 1954  |
| ----- | ----- | ----- | ----- | ----- | ----- | ----- | ----- | ----- |
| 1 341 | 1 291 | 1 254 | 1 063 | 1 255 | 1 184 | 1 087 | 1 068 | 1 082 |

| 1962  | 1968  | 1975  | 1982  | 1990  | 1999  | 2006  | 2007  | 2012  |
| ----- | ----- | ----- | ----- | ----- | ----- | ----- | ----- | ----- |
| 1 032 | 1 005 | 1 037 | 1 112 | 1 124 | 1 226 | 1 249 | 1 252 | 1 518 |

| 2017  | 2022  | - | - | - | - | - | - | - |
| ----- | ----- | - | - | - | - | - | - | - |
| 1 484 | 1 417 | - | - | - | - | - | - | - |

### Pyramide des âges
La population de la commune est relativement jeune.
En 2018, le taux de personnes d'un âge inférieur à 30 ans s'élève à 35,8 %, soit au-dessus de la moyenne départementale (35,2 %). À l'inverse, le taux de personnes d'âge supérieur à 60 ans est de 26,1 % la même année, alors qu'il est de 27,7 % au niveau départemental.
En 2018, la commune comptait 707 hommes pour 771 femmes, soit un taux de 52,17 % de femmes, légèrement supérieur au taux départemental (51,41 %).
Les pyramides des âges de la commune et du département s'établissent comme suit.
| Hommes | Classe d’âge | Femmes |
| ------ | ------------ | ------ |
| 0,4    | 90 ou +      | 2,9    |
| 6,7    | 75-89 ans    | 9,9    |
| 16,0   | 60-74 ans    | 16,1   |
| 19,9   | 45-59 ans    | 16,7   |
| 19,7   | 30-44 ans    | 19,9   |
| 15,4   | 15-29 ans    | 13,9   |
| 21,9   | 0-14 ans     | 20,5   |

| Hommes | Classe d’âge | Femmes |
| ------ | ------------ | ------ |
| 0,8    | 90 ou +      | 2,1    |
| 7,4    | 75-89 ans    | 10,2   |
| 17,4   | 60-74 ans    | 18,4   |
| 19,4   | 45-59 ans    | 19     |
| 17,8   | 30-44 ans    | 17,3   |
| 18,3   | 15-29 ans    | 15,9   |
| 19     | 0-14 ans     | 17,1   |

## Culture

### Monuments
- Halle de Piney,  Classé MH (1972)

Halle de Piney
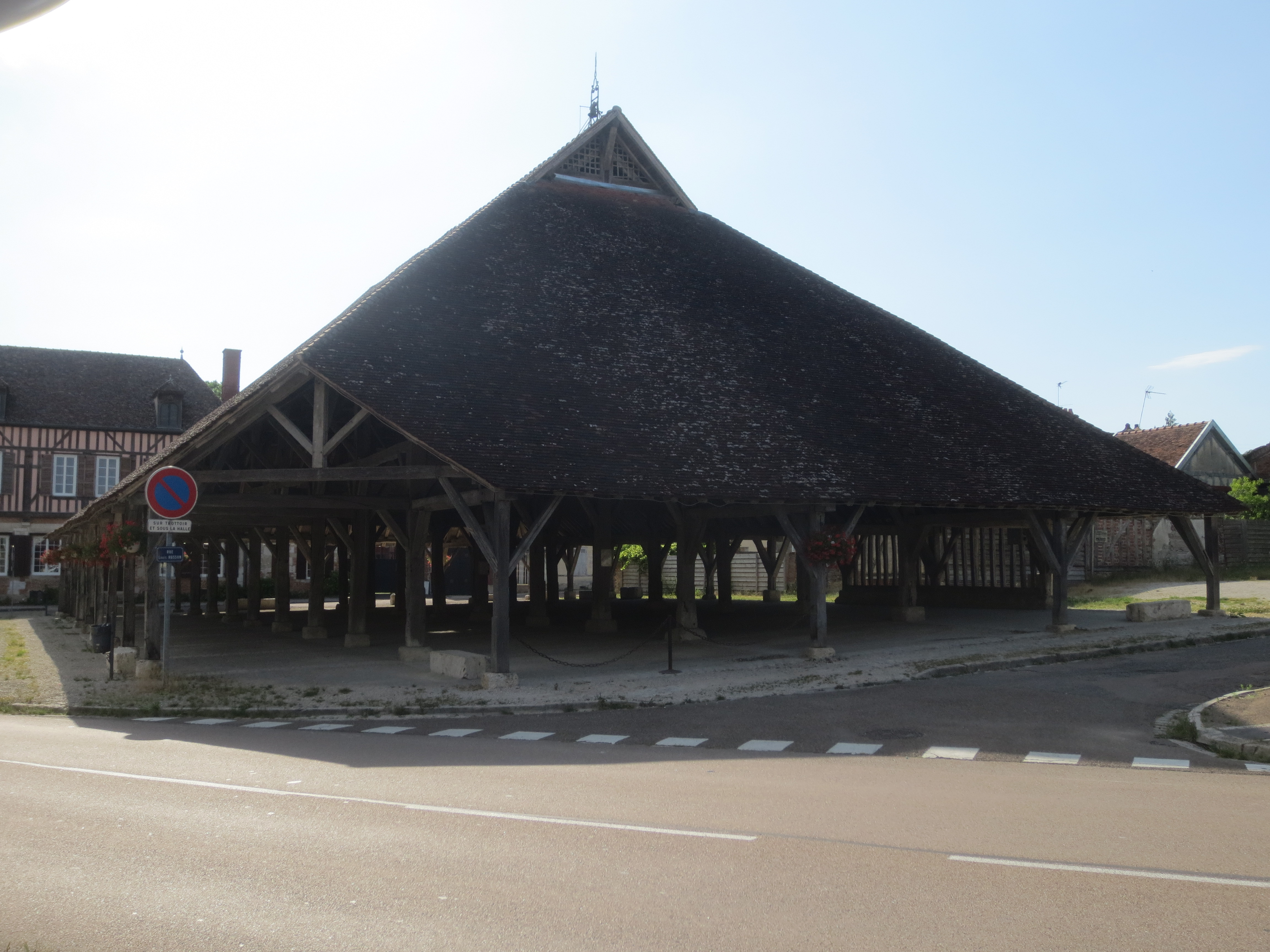
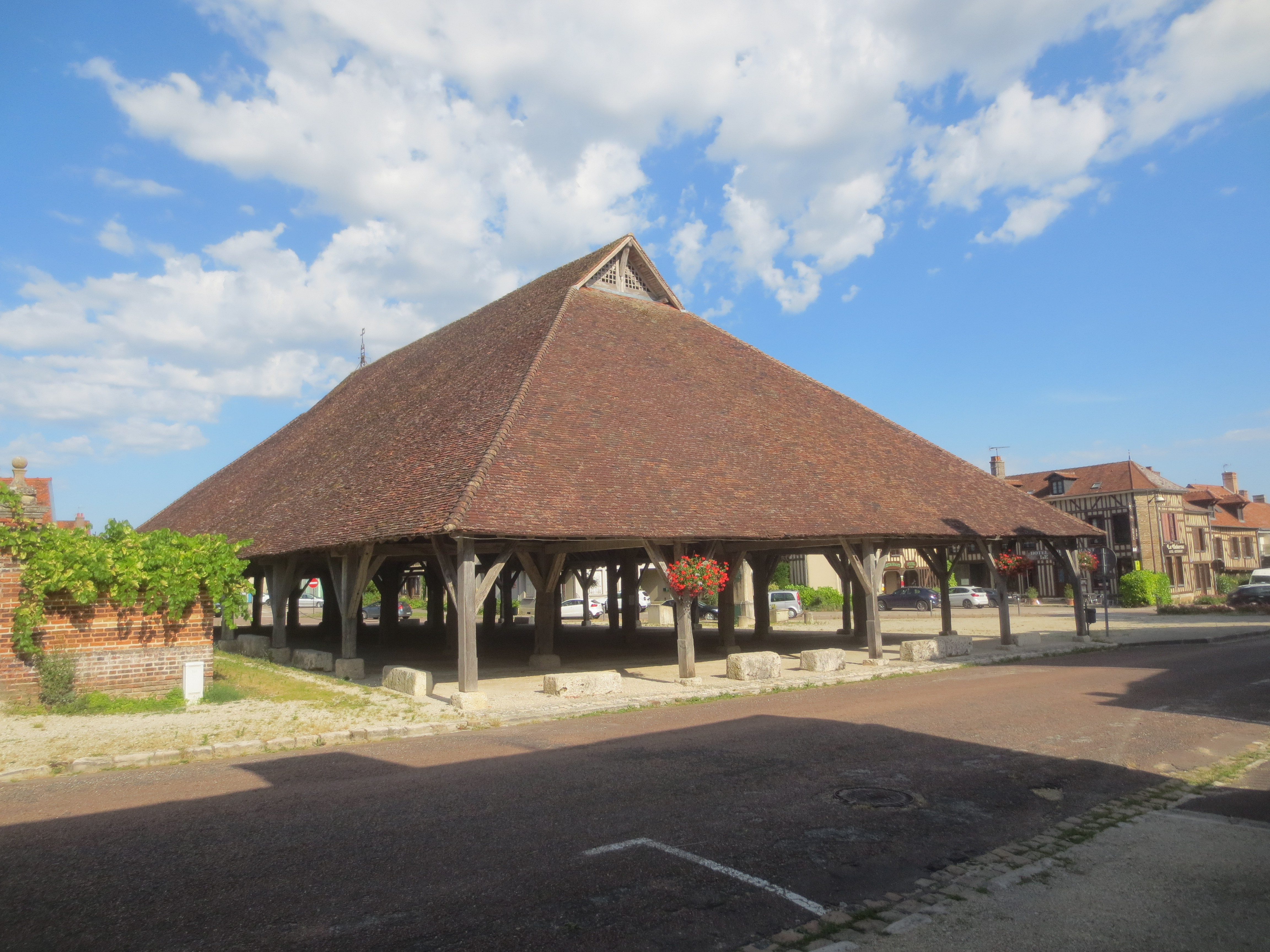
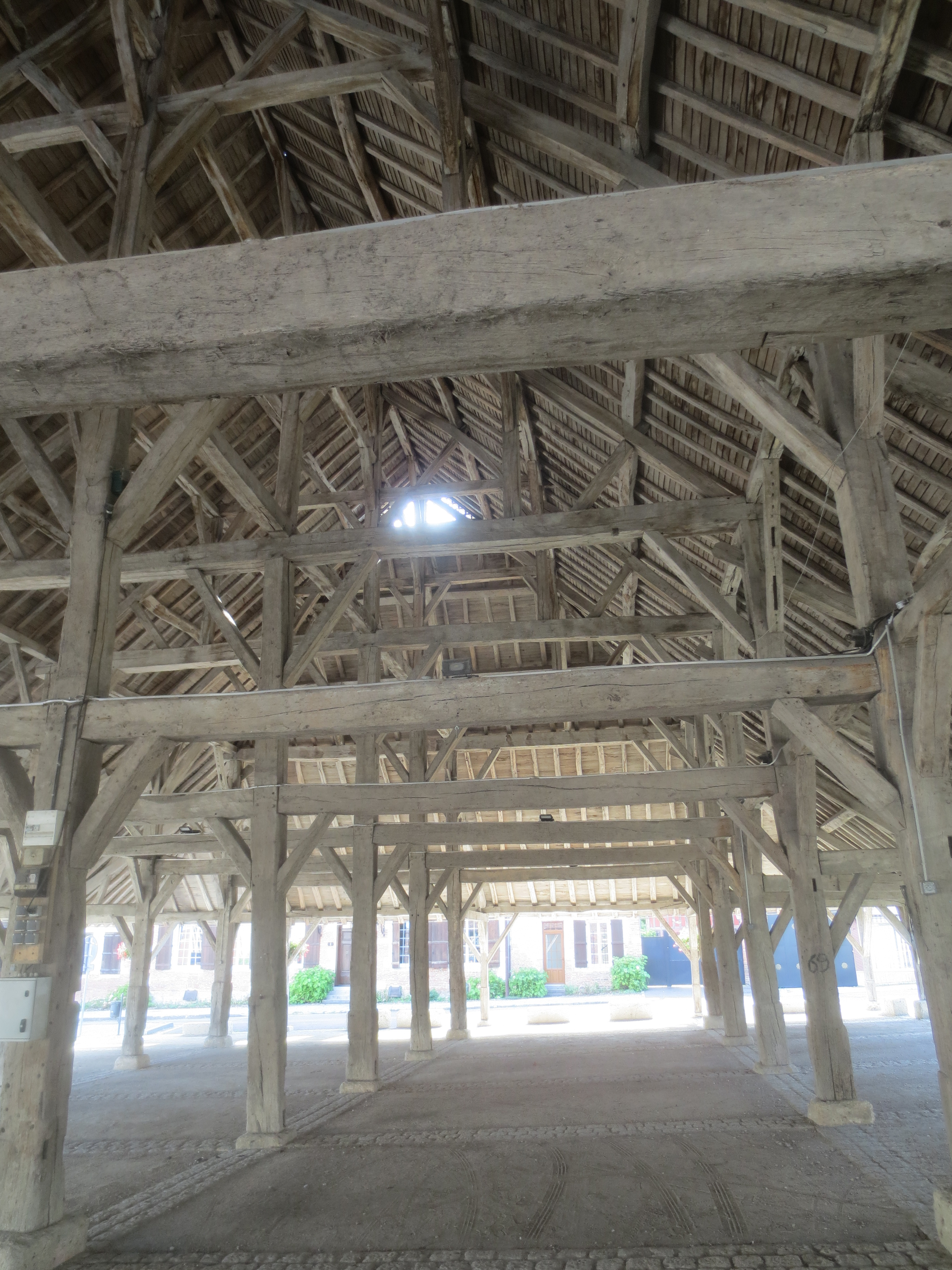

- Château de Brantigny, XVIIIe (Domaine privé)

### Lieux de Culte
- Piney Église Saint-Martin, édifiée au XVIe siècle. Menacés de ruine, son chœur et son transept ont dû être démolis en 1877. C'était une paroisse du doyenné de Brienne, à la collation de l'évêque, elle avait comme succursales : Brantigny, Villeloque, Villers-le-Brûlé. L'église des XVIe et XVIIe siècles était sur un plan rectangulaire avec une abside en saillie, 31 m de longueur, 21,8 m pour la nef et 13 m de hauteur sous nef. L'abside à cinq pans était voûtée. Le portail était remanié en 1735. Mais menaçant ruine, elle devait être rebâtie au XIXe siècle. Le chœur et les transepts furent rebâtis en 1877 par l'architecte Roussel. Mais faute de crédits, de grandes parties furent détruites, car en mauvais état en 1884 et 1888.

Dans cette église le tableau « L'adoration de la Vierge » du XVIIè siècle replacé après restauration. Cette toile représente la Vierge adorée par Charles-Henri de Clermont-Tonnerre, duc de Luxembourg et de Piney et Marguerite-Charlotte de Luxembourg, accompagnée de Charlemagne et de sainte Marguerite

Église Saint Martin
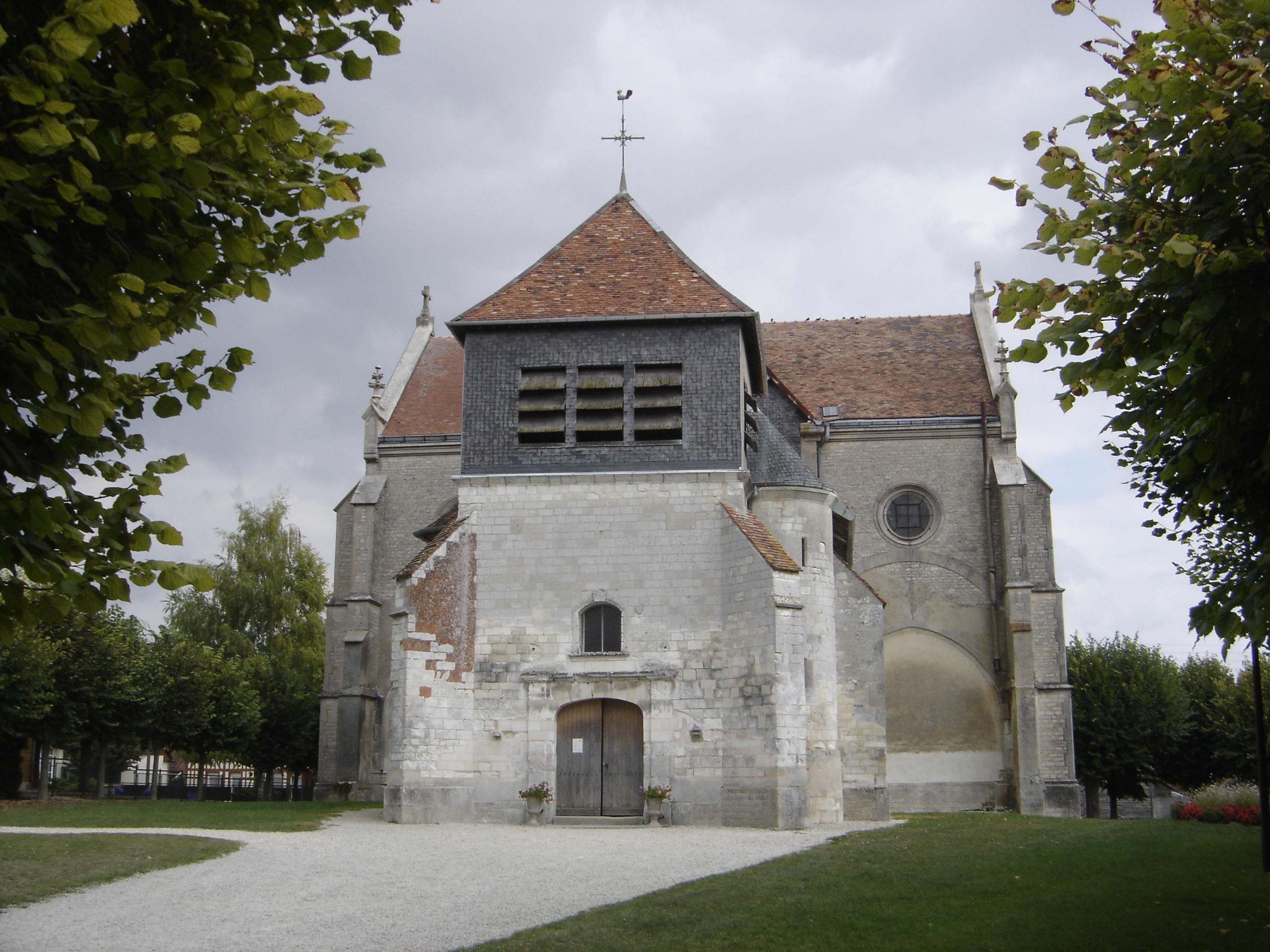
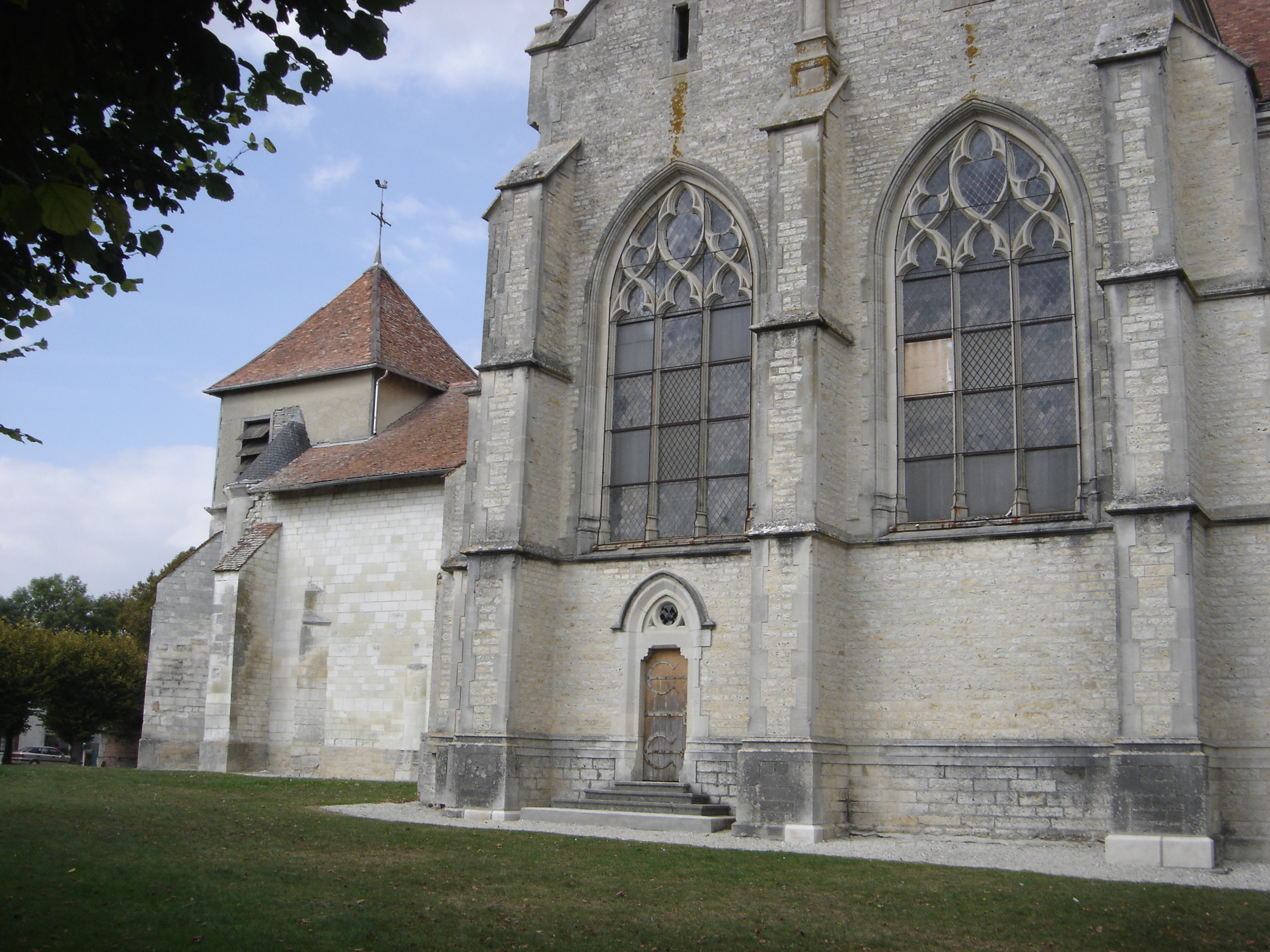
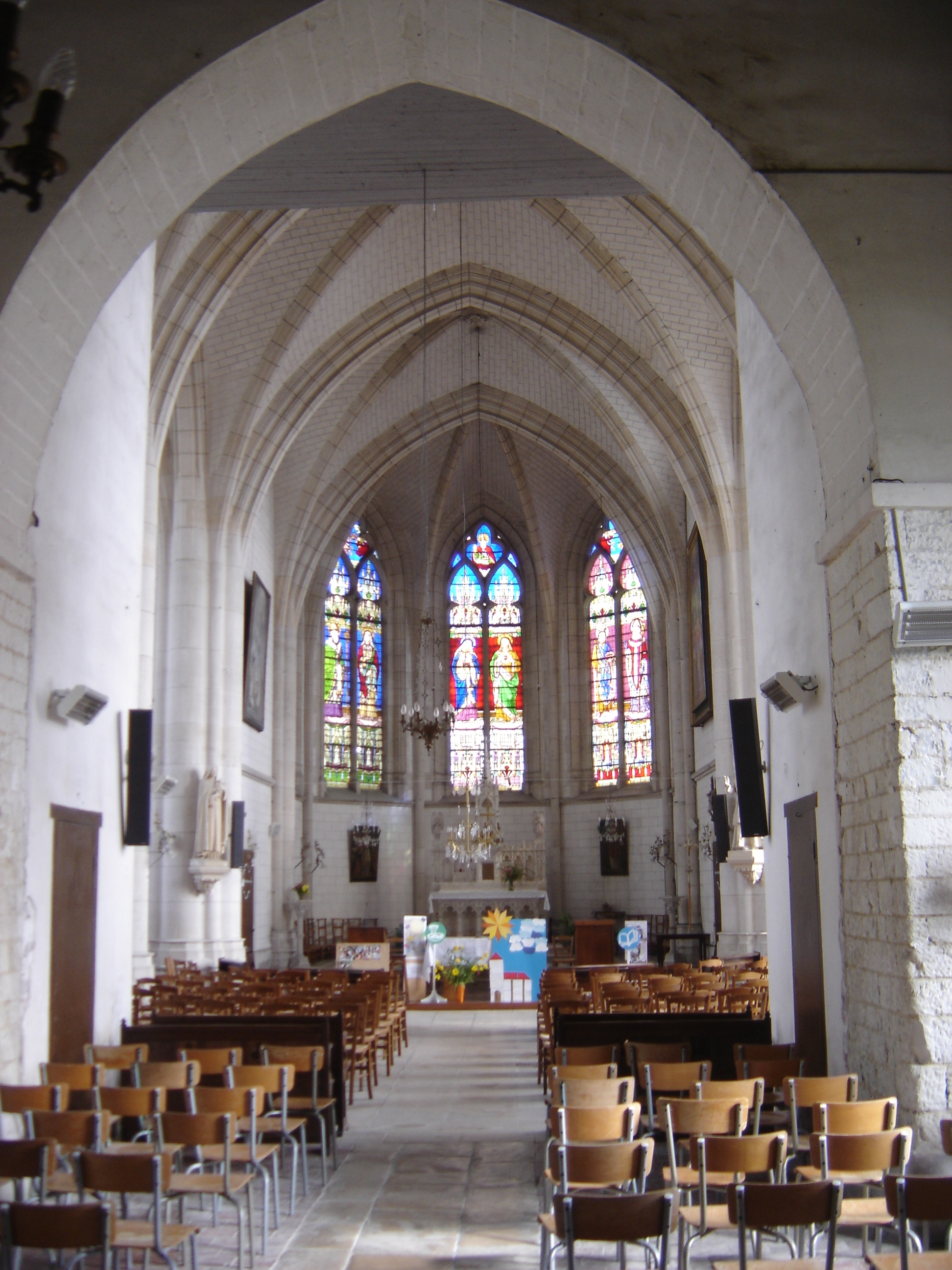

- Piney Chapelle Notre-Dame-des-Ormes, édifiée au XVIe siècle  Inscrit MH (1927)

Chapelle Notre Dame des Ormes
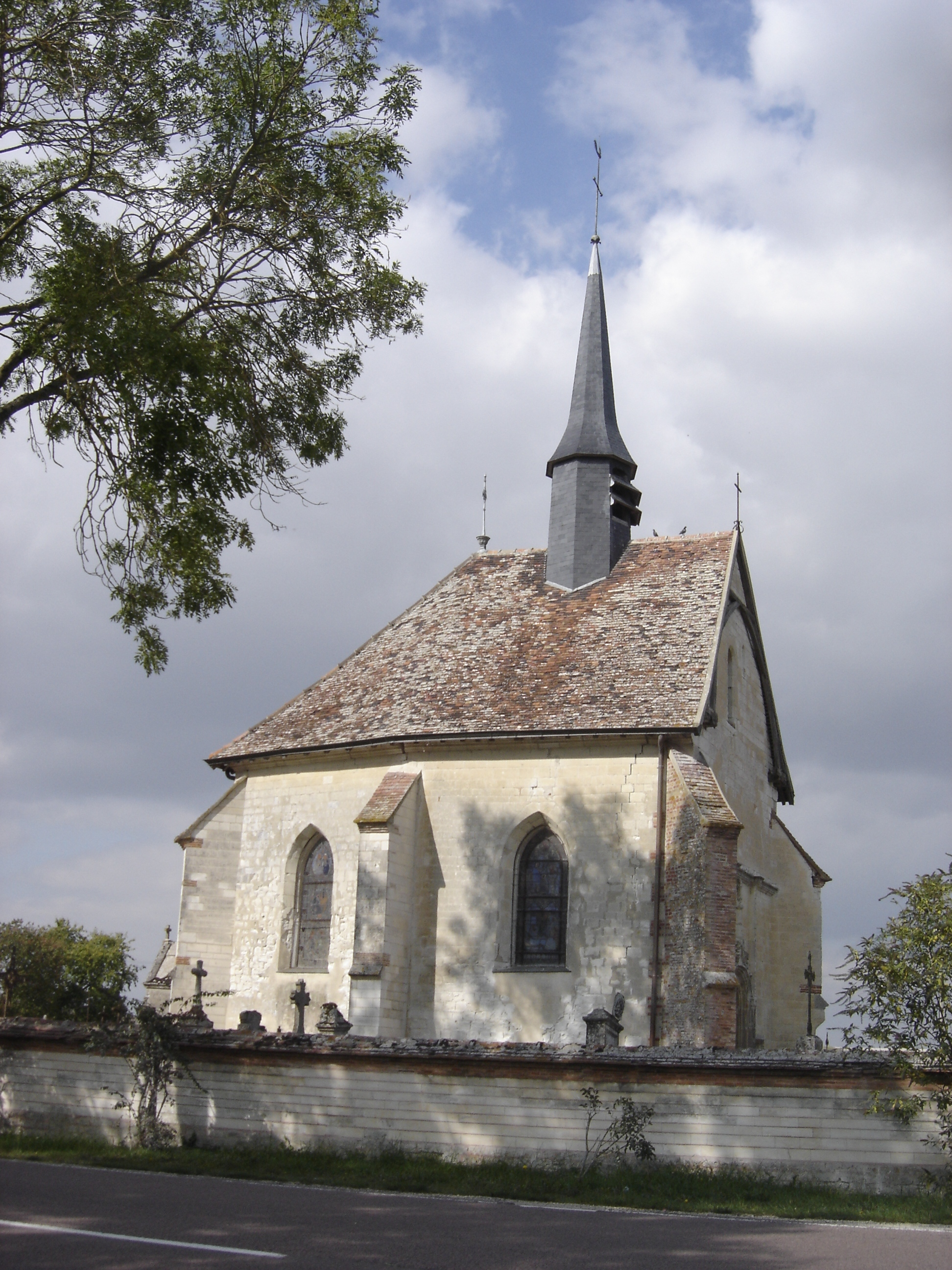

- Brantigny Chapelle de l'Assomption de Brantigny,  Classé MH (1987)
- Villevoque Église Saint-Germain
- Villiers le Brûlé Église Saint-Didier

## Tourisme et Loisirs
- Maison du Parc naturel de la Forêt d'Orient
- Espace Faune de la forêt d'Orient
- Voie verte des Lacs (De Troyes à Dienville)

## Personnalités liées à la commune
- Emmanuel Leclainche, professeur à l’École nationale vétérinaire de Toulouse, à l'origine de l'OIE (devenue l'Organisation mondiale de la santé animale)

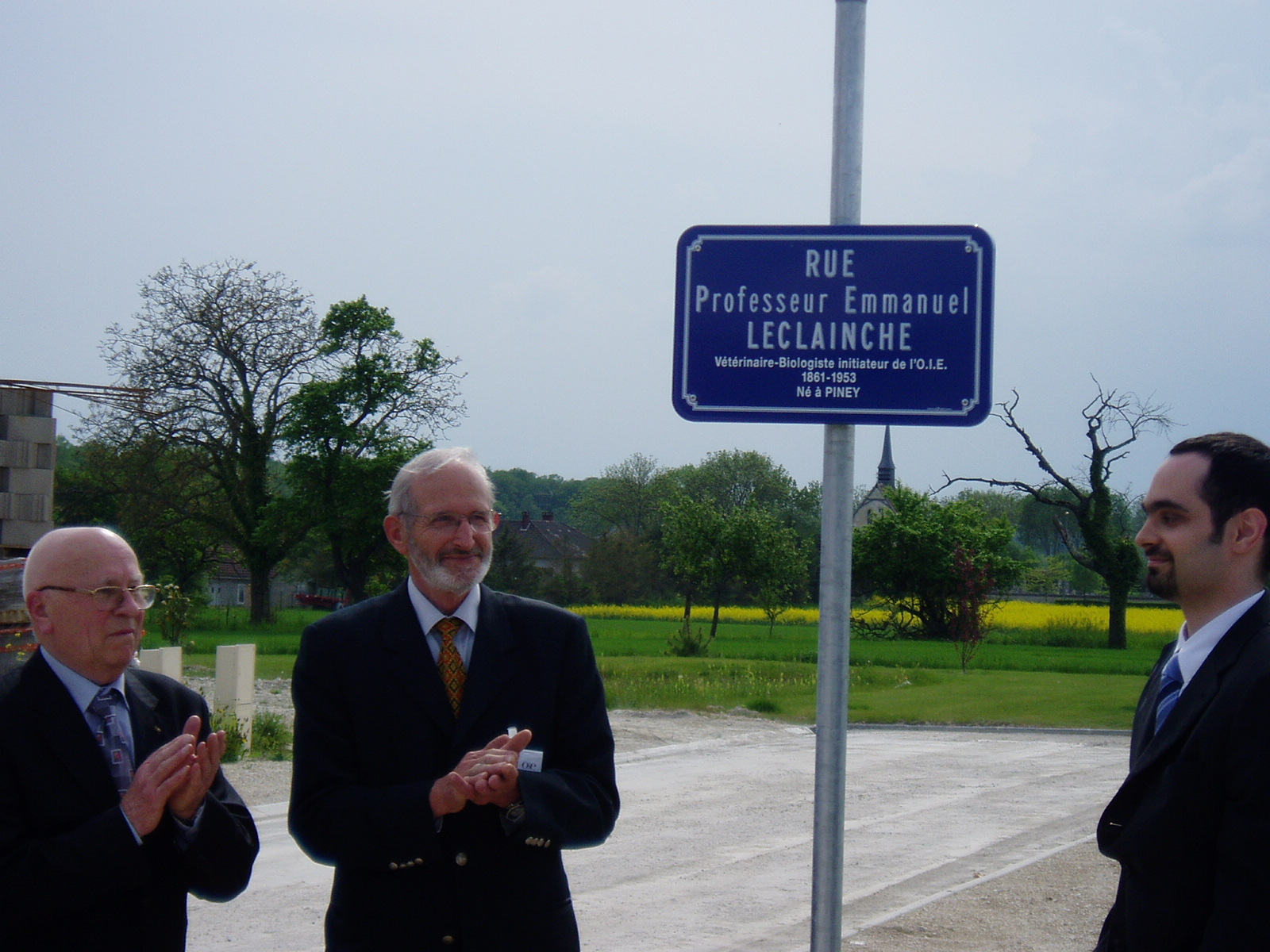
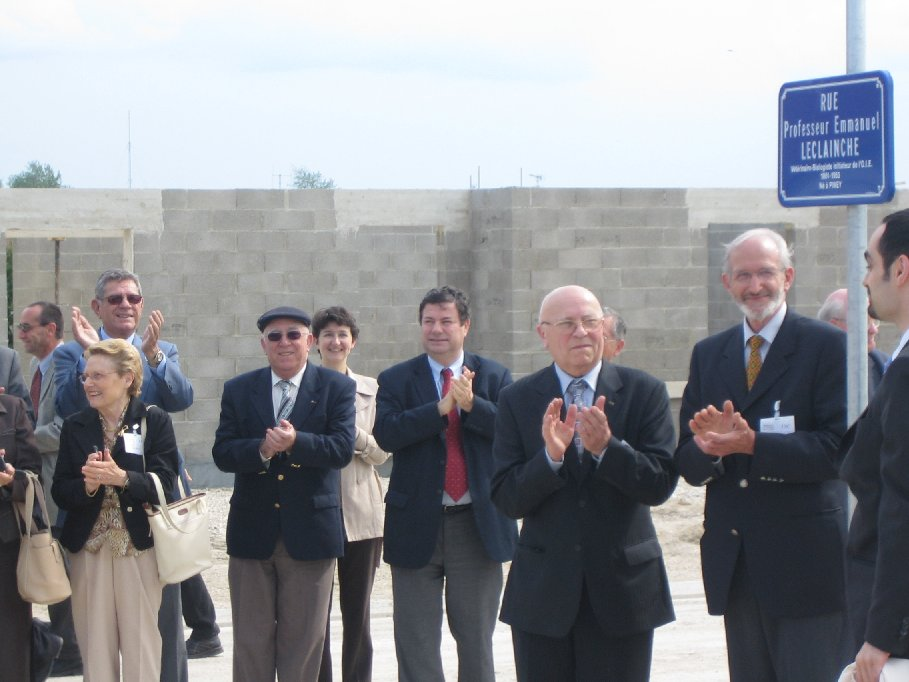

## Héraldique
|  | Les armes de la ville se blasonnent ainsi : D’argent au lion de gueules, la queue fourchée, armé, couronné et lampassé d’or qui est Luxembourg, à la bordure soudée d’or chargée de huit quintefeuilles de gueules. |

Le lion rouge, dressé et menaçant, est celui des ducs de Luxembourg d’Ardenne.
En 1214, on y ajoute une couronne pour marquer une prétention au marquisat de Namur. En 1226, on fourche la queue pour marquer la possession de deux fiefs : le Limbourg-Luxembourg et le Limbourg-Berg.
Élevé au rang de duché en 1254, le comté de Luxembourg d’Ardenne conserve la symbolique qui se transmet aux Luxembourg Saint Pol, comtes de Brienne et ducs de Piney.
En 1957, la direction des Archives de France sollicite la commune pour la création d’une marque symbolique urbaine. Ce sera le blason des Luxembourg-Piney auquel on ajoutera huit quintefeuilles de gueules qui soulignent l’appartenance de la ville au territoire de la forêt d’Orient.

## Enseignement

### Primaire
- École maternelle
- École élémentaire

### Secondaire
- Collège des Roises

## Économie

### Commerces
- Boulangerie
- Restaurants
- Bar-tabac-presse
- Fleuriste
- Hôtel
- Commerce de proximité

### Services publics
- Gendarmerie
- Mairie
- Communauté de communes "Forêts, Lacs, Terres en Champagne"

### Santé
- Médecins
- Dentistes
- Kinésithérapeutes
- Infirmiers
- Psychologues
- Sage femme
- Orthophoniste

## Infrastructures

### Routes
Axe national
- RD 960 de Orléans à Nancy par Troyes (Ancienne route nationale 60)

Axes secondaires
- D 1 de Piney à Coursan en Othe (et limite Aube/Yonne)
- D 11 de Piney à Chaumesnil
- D 79 de Piney à Essoyes (et limite Aube/Côte-d'Or)
- D 80 de Brantigny à la D180 (Saint-Christophe-Dodinicourt)
- D 126 de Piney à la D5 (Onjon)
- D 200 de Villiers-le-Brûlé à Auzon-les-Marais

Projet routier
- Déviation de Piney par le nord

La déviation de la RD 960 est prévue par le nord entre le lieu-dit "la Potence" (à l'ouest) et le lieu-dit "Champ Picot" (à l'est). Cette déviation est inscrite dans le plan local d'urbanisme (P.L.U) mais aucune date d'étude ou de travaux n'est à l'ordre du jour.

### Chemin de fer
- Ligne de Troyes à Brienne-le-Château (transport de marchandises)